# Rhyssemus subdolus
Rhyssemus subdolus är en skalbaggsart som beskrevs av Vladimir Balthasar 1961. Rhyssemus subdolus ingår i släktet Rhyssemus och familjen Aphodiidae. Inga underarter finns listade i Catalogue of Life.